# Café reparador

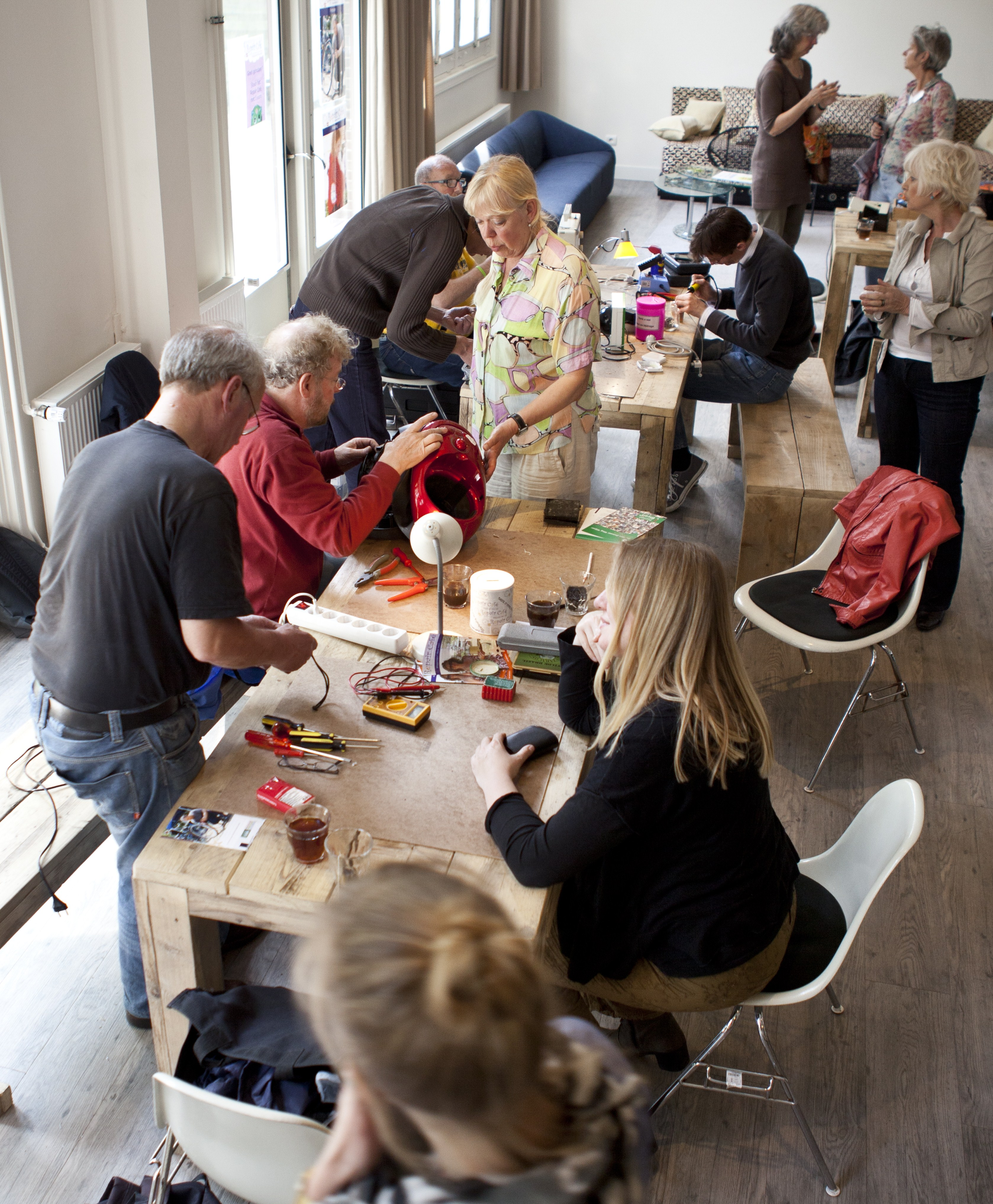
Café reparador em Amsterdão-Oeste, Países Baixos.

Um café reparador (em língua inglesa: repair café) é uma reunião em que as pessoas reparam electrodomésticos e aparelhos mecânicos, computadores, bicicletas, roupas, etc. Eles são organizados por e para os residentes locais. Os cafés reparadores estão situados numa localização fixa onde as ferramentas estão disponíveis e onde pode reparar os seus bens avariados com a ajuda dos voluntários. Os seus objetivos são reduzir o desperdício, promover as competências de reparação e reforçar a coesão social.

## História
O conceito foi desenvolvido por Martine Postma em 2009. Em 18 de outubro de 2009, o primeiro Café Reparador foi inaugurado no Teatro Fijnhout, Amsterdão-Oeste. Em 2 de março de 2010, a Fundação do Café Reparador foi criada. A fundação foi formada para apoiar grupos locais em todo o mundo na criação dos seus próprios Cafés Reparadores. Desde então, o número de Cafés Reparadores tem crescido rapidamente. Em março de 2016 Postma registou mais de 1.000 Cafés Reparadores em todo o mundo, 327 nos Países Baixos, 309 na Alemanha, 22 no Reino Unido, 21 nos EUA, 15 no Canadá, quatro na Austrália e um na Índia. Em janeiro de 2017 o número de Cafés Reparadores subiu mais de 1.200, e em março de 2018 o número chegou a 1.500 em 33 países.
Em 2017, o primeiro Dia Internacional da Reparação foi anunciado. Destina-se a ser um evento anual, a ter lugar no terceiro sábado de outubro de cada ano.

## Recolha de dados de reparação
Em 2017, a Fundação do Café Reparador desenvolveu uma ferramenta on-line - o RepairMonitor - habilitando os voluntários a recolher e compartilhar dados de reparação através de um base de dados central. Em março de 2018, informações sobre quase 4.000 reparações haviam sido inseridas neste sistema, com o objetivo de promover a reparabilidade e a durabilidade dos produtos.

## Impressão 3D de partes partidas
Alguns cafés reparadores começaram a usar impressoras 3D para a replicação de partes partidas. Peças partidas de aparelhos domésticos podem ser capazes de ser montadas ou coladas novamente, após o que elas podem ser digitalizadas com um scanner 3D. Exemplos de scanners 3D incluem David Starter-Kit, 3D Systems Sense, MakerBot Digitalizer, Fuel 3D, Microsoft Kinect, e Asus Xtion. Assim que o objeto físico é digitalizado, o modelo 3D é renderizado. Ele pode ser convertido para os formatos .stl ou .obj e revisto usando um software de processamento geométrico, tais como makeprintable, netfabb, MeshLab, Meshmixer, Cura, ou Slic3r. Ele é impresso usando uma impressora 3D para cliente, criando uma parte física usando a impressora 3D. O processo completo leva algum tempo para se concluir.
Para reduzir o tempo necessário no café reparador, as pessoas podem optar por usar uma peça pré-fabricada de um sítio web com modelos 3D (ignorando a etapa da digitalização), ou criando o modelo 3D elas próprias tirando muitas fotos da peça e usando algo como o 123D Catch e/ou escolher (no caso de o café reparador não possuir a sua própria impressora 3D) ter o modelo 3D feito no café reparador, mas impresso usando uma impressora 3D noutro lugar. Alternativamente um serviço de impressão 3D, como Ponoko, Shapeways, e outros pode ser usado, e uma pessoa então regressar ao café reparador para ter a nova peça ajustada ao equipamento avariado.